# Брене, Николя-Гай
Николя-Гай Брене (фр. Nicolas Guy Brenet; 1 июля 1728, Париж — 21 февраля 1792, там же) — французский художник и гравёр XVIII века переходного периода от французского рококо к классицизму.

## Биография
Мастерство живописи изучал в мастерской Франсуа Буше. Под влиянием своего учителя создавал картины в стилистике французского рококо, но позже отказался от него и в 1760-х годах, стал писать в духе возрождения академического классицизма Николы Пуссена.
Его цикл религиозных картин прочно вошёл в мейнстрим французской религиозной живописи.
Его грандиозное полотно «Битва греков и троянцев за тело Патрокла» — пример нового направления официального искусства во Франции.
Был женат. Его сын, Николя Гай Антуан Брене (фр. Nicolas-Guy-Antoine Brenet, 1773—1846) тоже был художником.
Среди его учеников был Никола-Антуан Тоне.

## Избранные работы

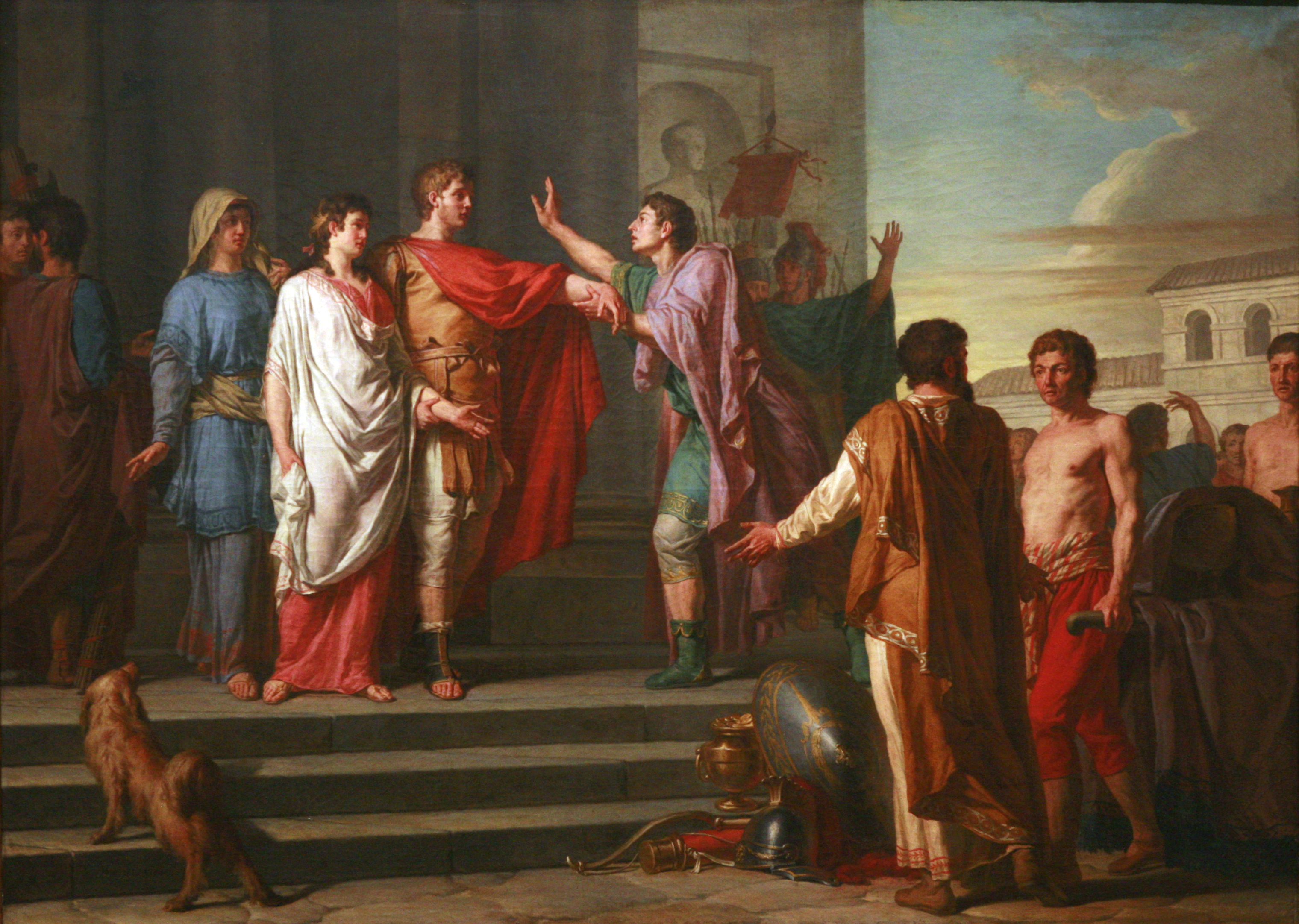
Щедрость полководца Сцириона Африканского
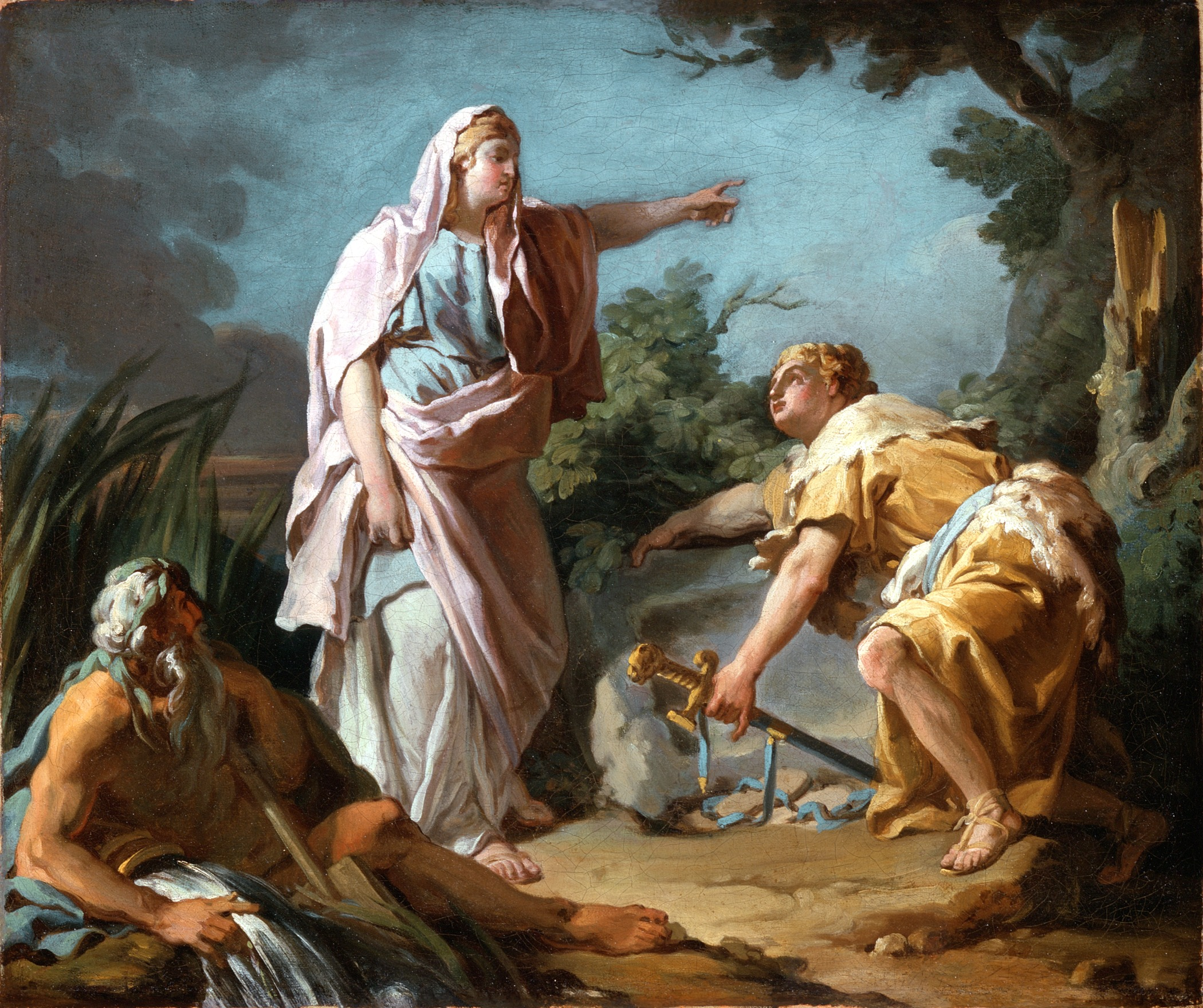
Эфра показывает своему сыну Тесею место, где его отец спрятал меч и сандали
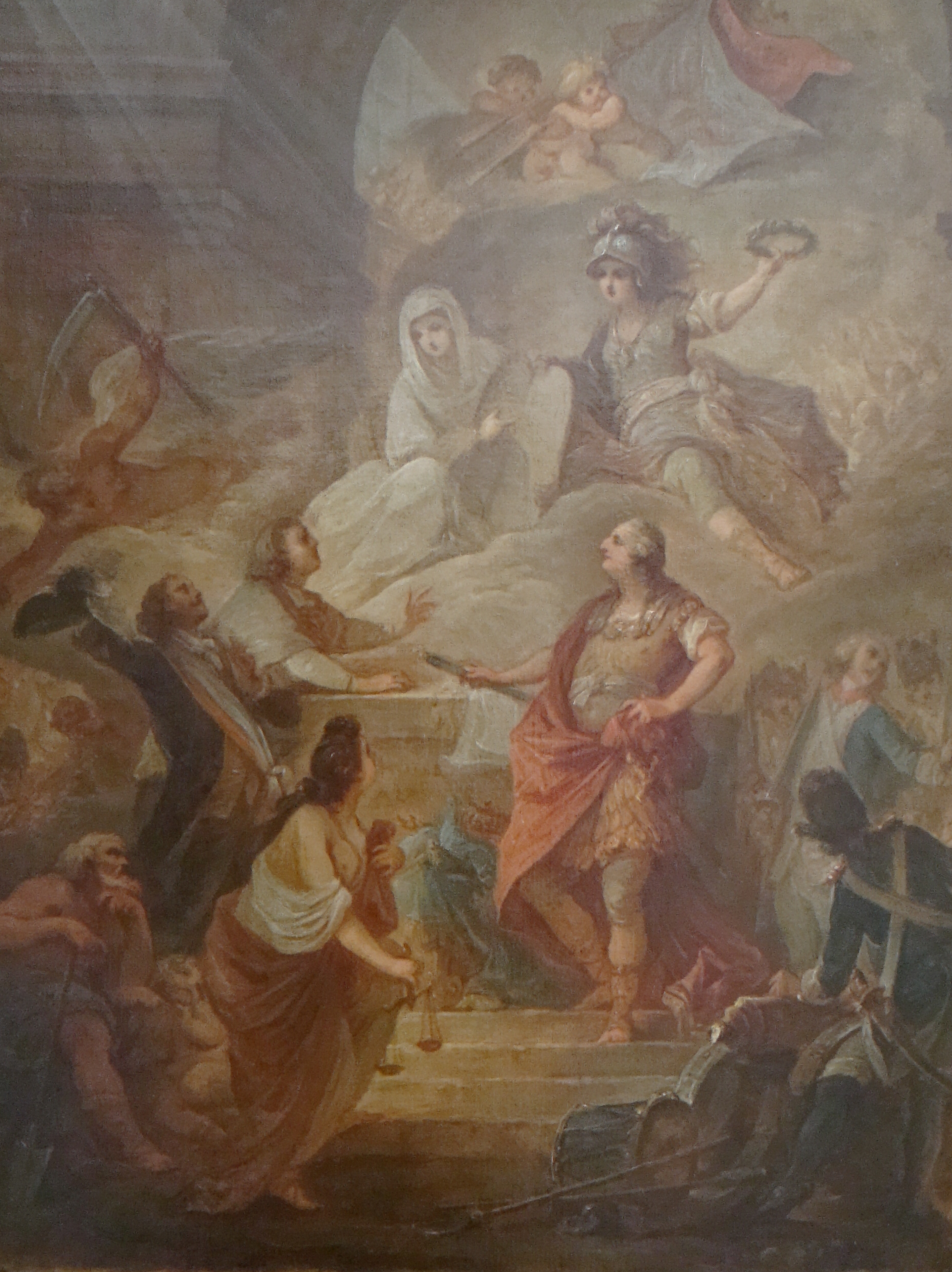
Людовик XVI присягает на верность Конституции на алтаре Отечества
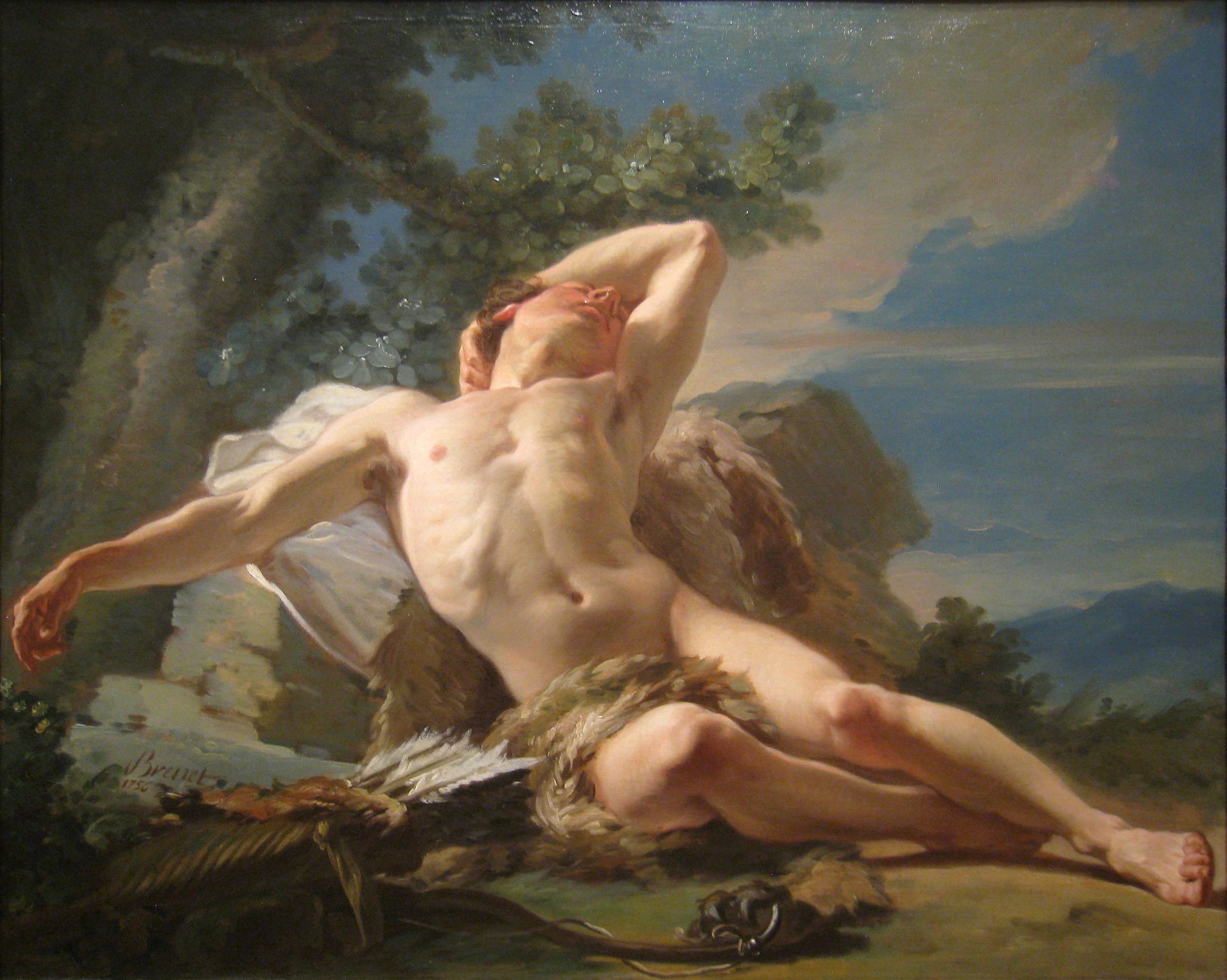
Спящий Эндимион, 1756, Вустерский музей искусств, Вустер (Массачусетс)
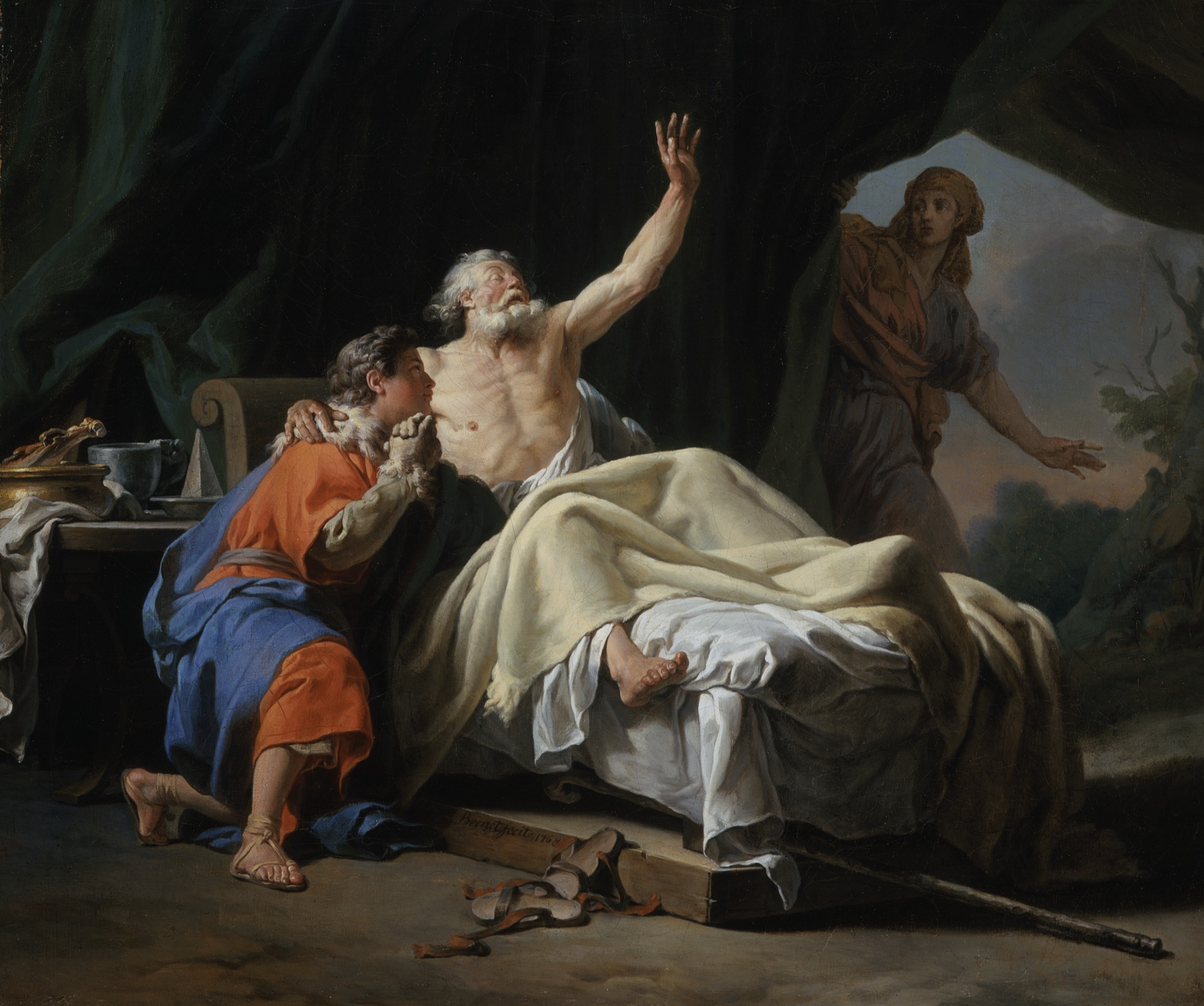
«Исаак благословляет Иакова»
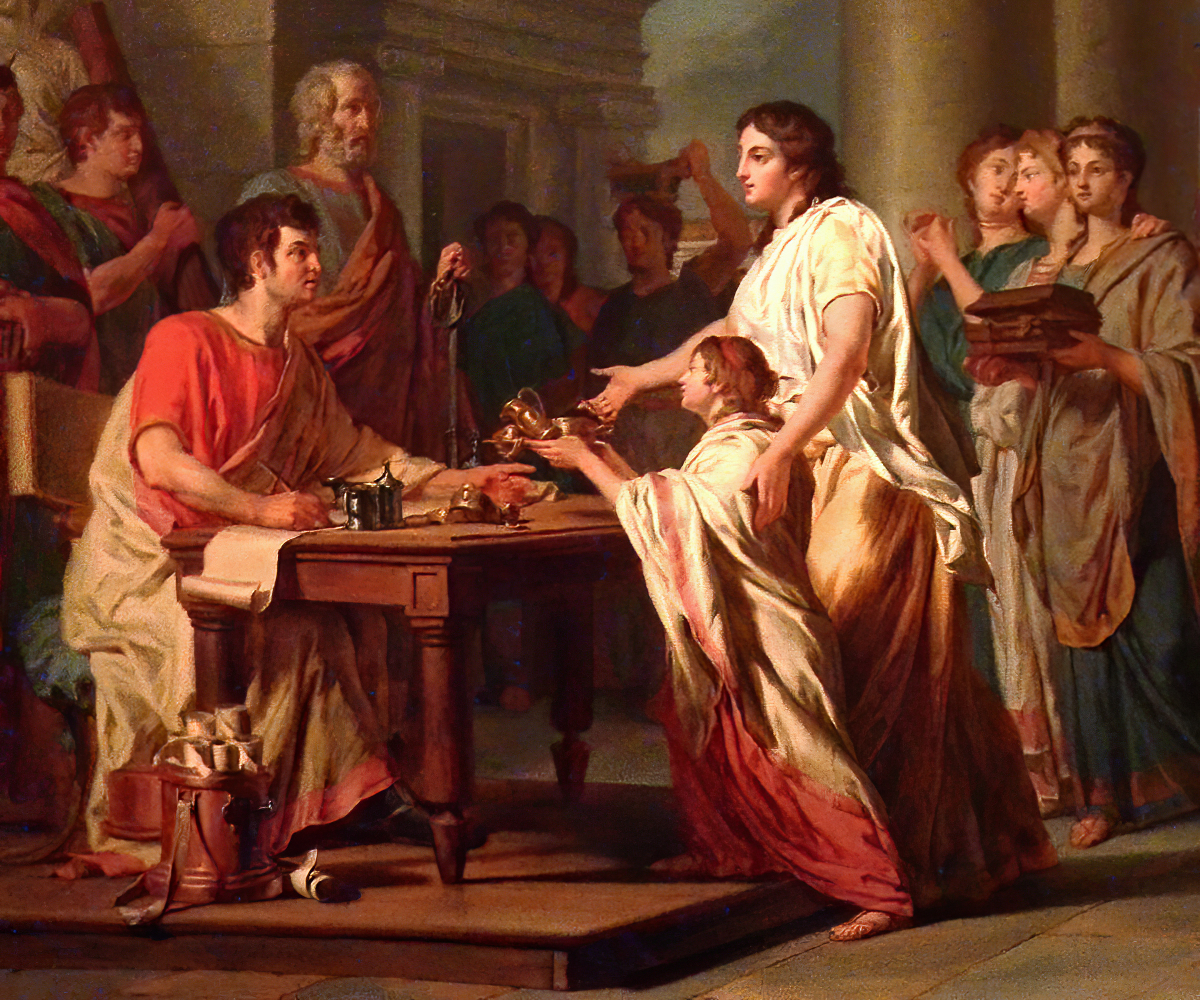
Щедрость и добродетель римских женщин